# 中世紀後期

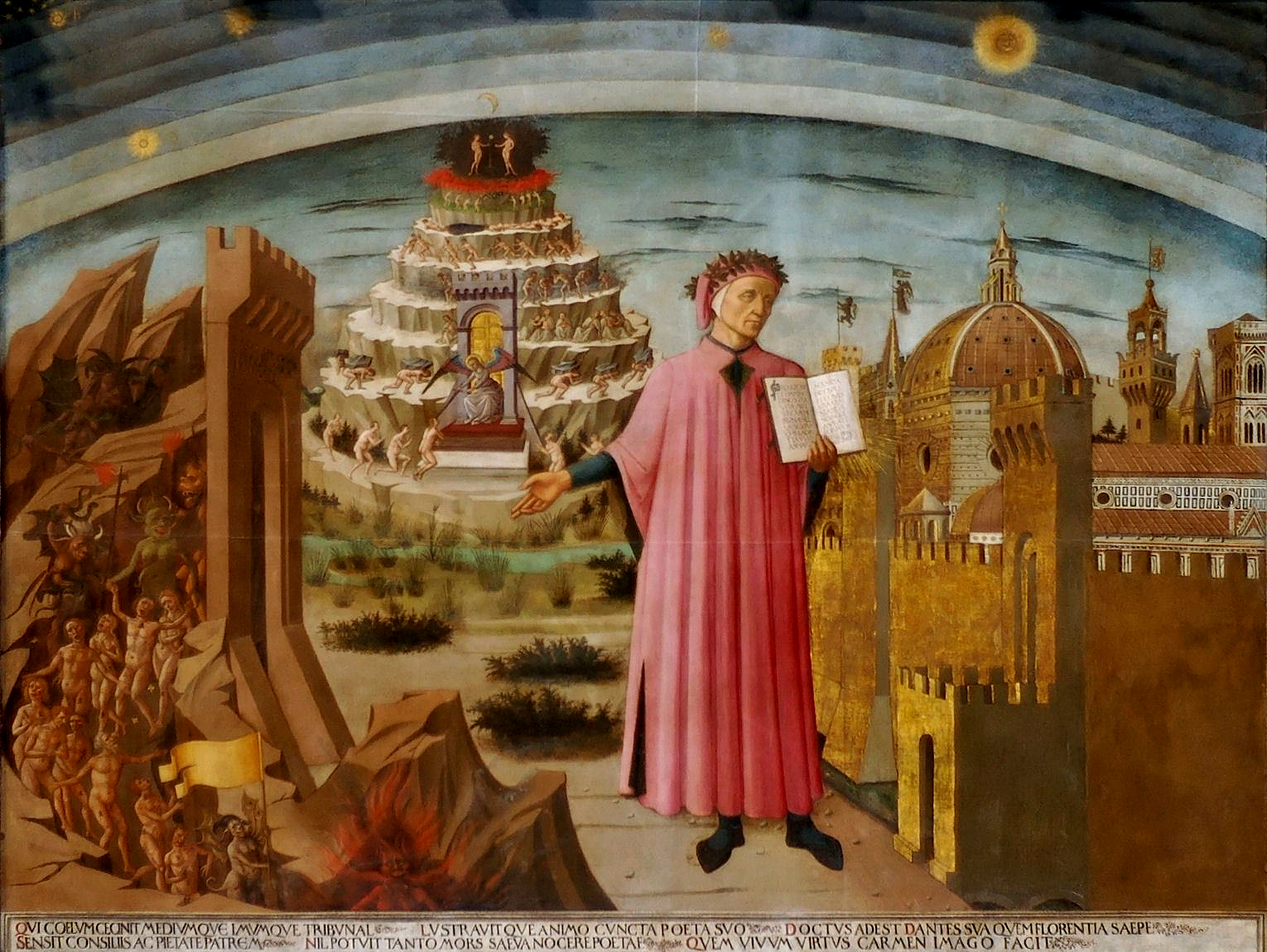
但丁（多梅尼科·迪米凯利诺绘）

中世纪後期（英語：Late Middle Ages），或稱中世紀晚期、中世纪末期、中古後期、中古晚期、中古末期，是历史学者用来描述14世纪至15世纪（约1300年－1499年）欧洲历史的术语。中世紀晚期位於中世紀中期（High Middle Ages）之後，而在近代早期（Early Modern）之前。
到了1300年左右，歐洲幾世紀以來的繁榮與成長告一段落。歐洲遭受一連串的飢荒和瘟疫的打擊，例如1315-1317年的大饑荒和14世紀中期的黑死病大流行。這段時期還伴隨著人口下降、社會動亂和各個地區性的戰爭。英國和法國都發生了嚴重的農民起事：札克雷暴动和百年戰爭。雪上加霜的是，天主教教會還發生了大分裂。這些事件有時被合稱為「中世紀晚期危機」。
儘管有這些危機存在，14世紀的歐洲在科學和藝術方面取得了重大進步。古希臘羅馬的文獻重新吸引人們的注意，這個運動被後世稱為義大利文藝復興。由於十字軍東征時與阿拉伯人的接觸，對拉丁文獻的研究風潮在12世紀就開始了。但西歐取得希臘文獻主要是在君士坦丁堡陷於鄂圖曼土耳其之手後，因為在當時有許多拜占庭學者逃難至西方，尤其是義大利。
除了古典文化的復興外，印刷術的發明使印刷文字的傳播更便利、教育更普及，而這兩者在未來導致了宗教改革。而這個時代的末期也是地理大發現的時代。哥倫布於1492年到達美洲，達伽瑪於1498年航行非洲和印度，這些發現增強了歐洲各國的經濟和軍事力量。
這些發展所造成的改變使許多學者認為中世紀晚期是中世紀的終結，和現代的開始。不過，這樣的區分還是會讓某些學者覺得不自然，他們認為古典文化從未在中世紀歐洲斷絕過，且古典時期與現代（Modern）有著連續。有些學者，尤其是義大利學者，寧可拒絕使用中世紀晚期一詞，而將14世紀的文藝復興视作向近現代的直接轉換。

## 同時期其他政權
中國
- 元朝
- 明朝
- 帕木竹巴
- 仁蚌巴
- 北元
- 哈密國
- 吐魯番汗國
- 韃靼

日本
- 鐮倉幕府
- 日本南北朝時代
- 室町幕府
- 琉球國
  - 三山時代
  - 第一尚氏
  - 第二尚氏

朝鮮半島
- 高麗
- 朝鮮王朝
- 耽羅[1404年被朝鮮王朝吞併]

越南
- 陳朝
- 胡朝
- 交趾等處承宣布政使司
- 後陳朝
- 後黎朝
- 占城
- 賓童龍占婆

緬甸
- 敏象王國
- 彬牙王國
- 實皆王國
- 勃固王朝
- 東吁王朝
- 卑謬王國

印度
- 比德爾蘇丹國
- 邁索爾王國

斯里蘭卡
- 科提王國

南洋群島
- 滿者伯夷
- 淡目蘇丹國
- 瓦久王國

中亞
- 察合台汗國
- 欽察汗國
- 烏茲別克汗國
- 諾蓋汗國
- 哈薩克汗國

中東
- 帖木兒帝國
- 鄂圖曼帝國
- 馬木留克蘇丹國

小亞細亞
- 東羅馬帝國[1453年滅亡]

非洲
- 桑海帝國
- 沃洛夫帝國
- 加涅姆-博爾努帝國
- 衣索比亞帝國
- 伊法特蘇丹國
- 馬利帝國
- 剛果王國
- 貝寧王國
- 阿加德茲蘇丹國
- 阿達爾蘇丹國

大洋洲
- 圖依東加帝國
- 紹德雷爾王朝
- 雅浦帝國

北美洲
- 易洛魁聯盟
- 瑪雅文明
- 阿茲特克帝國
- 普雷佩查帝國
- 米斯特克

南美洲
- 庫斯科王國
- 印加帝國